# Sembra ieri (programma televisivo)
Sembra ieri è stato un programma televisivo italiano trasmesso su Rete 4 da settembre del 2001 alla primavera del 2002, condotto da Iva Zanicchi. Il programma segnava il ritorno a Mediaset di Iva Zanicchi e occupava la medesima collocazione delle ultime edizioni di Ok, il prezzo è giusto! da lei condotte sulla stessa rete in passato, ovvero dalle 17.55 fino all'inizio del TG4.

## Format
Il programma, firmato tra gli altri da Gigi Reggi, intendeva ripercorrere gli ultimi 50 anni ricordando casi di cronaca e momenti leggeri con filmati ed ospiti in studio. Una piccola orchestra in studio accompagnava gli ospiti musicali del programma o la stessa conduttrice, che si esibiva in alcuni brani. 